# Rubén Pagnanini
Rubén Oscar Pagnanini (* 31. Januar 1949 in San Nicolás de los Arroyos) ist ein ehemaliger argentinischer Fußballspieler. Mit der Nationalmannschaft seines Heimatlandes nahm er an der Fußball-Weltmeisterschaft 1978 teil, wo diese den Titel gewann.

## Karriere

### Vereinskarriere
Rubén Pagnanini, der 1949 in San Nicolás de los Arroyos, einer Stadt in der Provinz Buenos Aires, geboren wurde, begann seine fußballerische Laufbahn bei Estudiantes aus La Plata, der Hauptstadt der Provinz Buenos Aires. Gleich in seiner ersten Saison mit Estudiantes gewann er die Copa Libertadores 1968, den wichtigsten Wettbewerb für Vereinsmannschaften in Südamerika. Allerdings gehörte er wie beim Triumph im Jahr darauf nicht zur ersten Mannschaft von Estudiantes. Bei dritten Copa-Libertadores-Titel 1970 jedoch stand Rubén Pagnanini in der Elf von Estudiantes de La Plata, die im Endspiel den uruguayischen Vertreter Peñarol Montevideo zunächst mit 1:0 und im Rückspiel mit einem 0:0 besiegte. 1971 stand Estudiantes zum vierten Mal in Serie im Endspiel um die Copa Libertadores. Diesmal verlor das Team um Sturmführer Juan Ramón Verón das Finale gegen Nacional Montevideo im Entscheidungsspiel, nachdem man in La Plata 1:0 gewonnen hatte und in Montevideo 0:1 verloren hatte. Pagnanini war dabei jedoch nicht mit von der Partie. Mit dieser Niederlage endete auch die lange Erfolgszeit von Estudiantes de La Plata in der Copa Libertadores; man konnte den Wettbewerb erst 2009 wieder gewinnen. Auf Landesebene war man in den folgenden Jahren auch nicht mehr so erfolgreich, die beste Platzierung war ein zweiter Platz im Jahre 1975. 1977 verließ Rubén Pagnanini Estudiantes de La Plata und schloss sich CA Independiente aus Avellaneda, einem industriellen Vorort von Buenos Aires, an. Mit Independiente, das zwischen 1972 und 1975 viermal in Folge die Copa Libertadores gewinnen konnte, gewann er in den Jahren 1977 und 1978 (jeweils Nacional) zwei Meisterschaften. 1979 wechselte er noch einmal den Verein und ging zu den Argentinos Juniors, wo er an der Seite des jungen Diego Armando Maradona seine Karriere ausklingen ließ. 1981 machte er noch einmal 14 Spiele für die Minnesota Kicks in den Vereinigten Staaten.

### Nationalmannschaft
In der argentinischen Fußballnationalmannschaft kam Rubén Pagnanini zu 4 Einsätzen, die er allesamt im Jahre 1978 verbuchte. In diesen vier Spielen gelang ihm ein Tor. Von Argentiniens Nationaltrainer César Luis Menotti wurde er ins Aufgebot für die Fußball-Weltmeisterschaft im eigenen Land nominiert. Bei dem Turnier kam er jedoch nicht zum Einsatz. Währenddessen gelang der argentinischen Mannschaft, die unter anderem mit internationalen Topstars wie Mario Kempes vom FC Valencia, Daniel Passarella von River Plate Buenos Aires oder Daniel Bertoni von Independiente Avellaneda spielte, der erstmalige Gewinn der Fußball-Weltmeisterschaft durch ein 3:1 nach Verlängerung im Estadio Monumental von Buenos Aires gegen die Niederlande.